# Pseudanophthalmus linicola
Pseudanophthalmus linicola är en skalbaggsart som beskrevs av René Gabriel Jeannel. Pseudanophthalmus linicola ingår i släktet Pseudanophthalmus och familjen jordlöpare. Inga underarter finns listade i Catalogue of Life.